# 唯亭站 (铁路)
唯亭站，是位于中国江苏省苏州市苏州工业园区的一个铁路车站，距上海站67公里，位于苏州市区的东侧，属上海铁路局管辖。唯亭站现为四等站，仅办理列车通过避让业务，不办理客货运业务。车站始建于1906年。
1940年11月19日，军统苏州站和上海忠义救国军在唯亭站附近炸毁了“天马号” 专列，车上日本高官、轴心国使节和汪精卫政府官员共175人死伤；此次袭击导致《日满华共同宣言》推迟了11天签署。
1961年沪宁线改造时曾在站内试铺可动心道岔；1996年4月停办客运。在停办客运前，唯亭站每日停靠3对慢车，年发送旅客4万余人。当地商户利用车站将阳澄湖的河鲜发送至苏州、上海等地售卖，并从上海等地将日用工业品带回唯亭出售，形成了独特的跑单帮群体。